# Defereggentalstraße

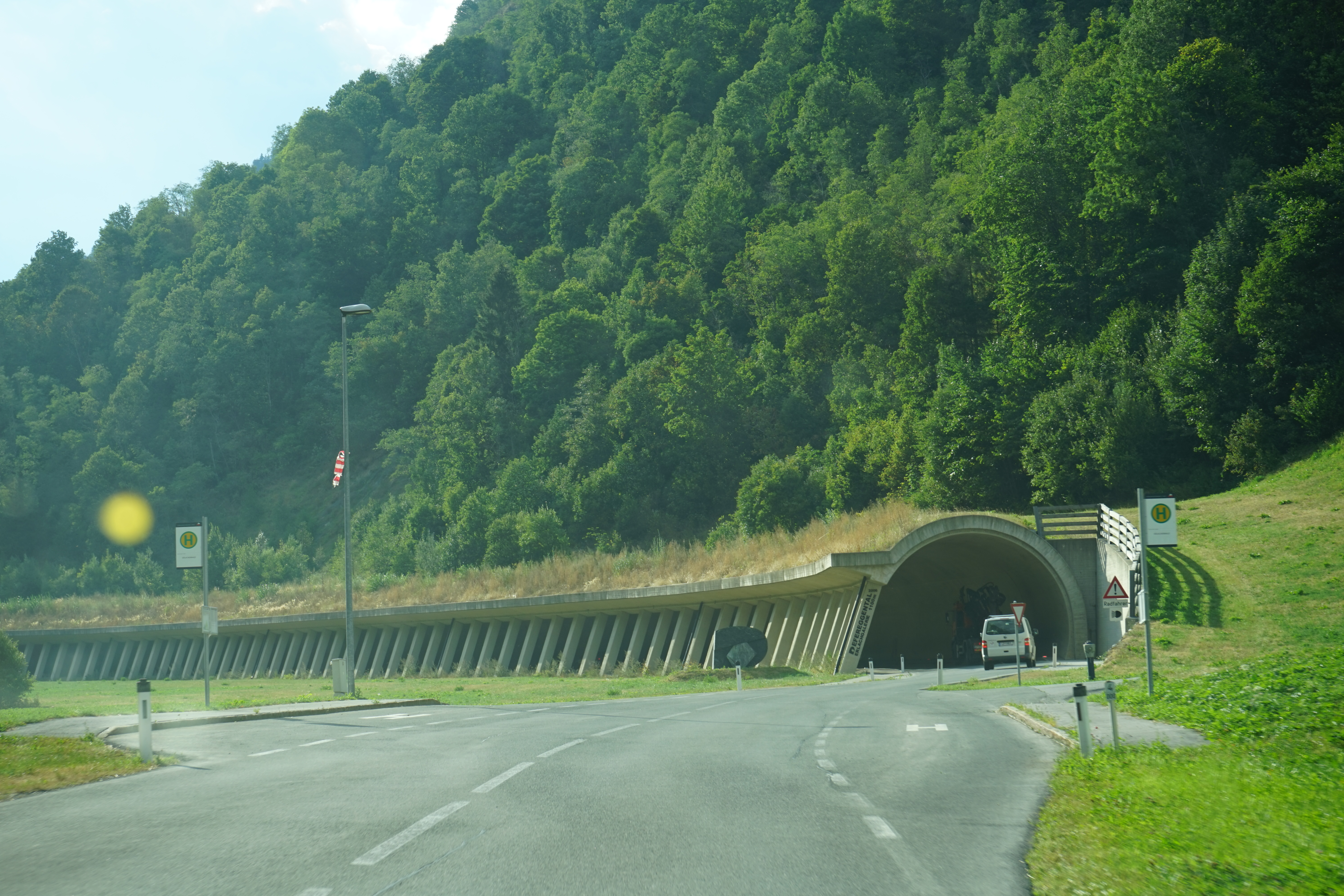
Erlachgalerie

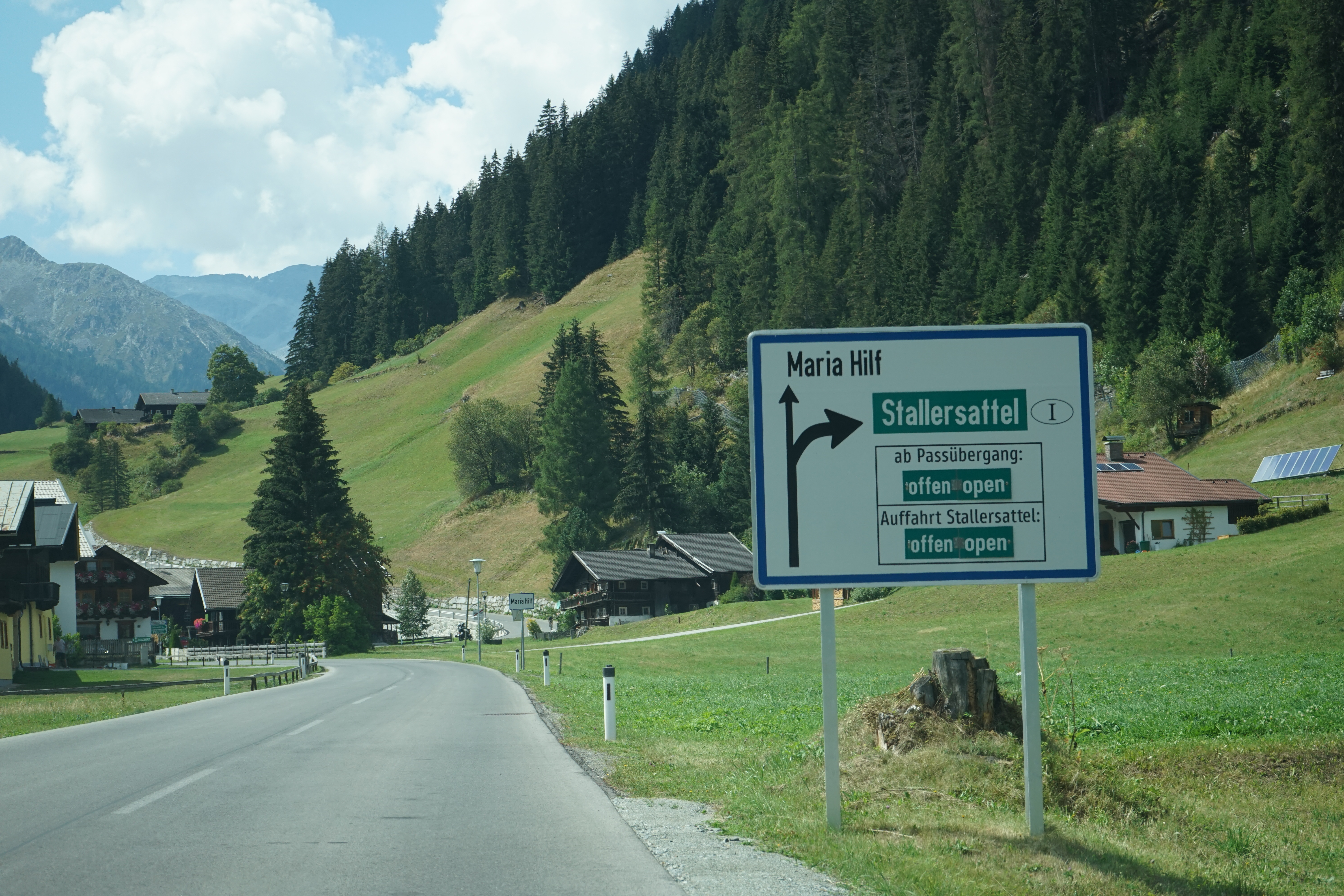
Bei Maria Hilf

Die Defereggentalstraße (L 25) ist eine 35,04 Kilometer lange Landesstraße in Tirol, Bezirk Lienz. Sie bindet das Defereggental an die Felbertauernstraße im Iseltal an und verläuft vom Ortsteil Huben der Gemeinde Matrei in Osttirol bis nach St. Jakob in Defereggen. Die Straße wird von der Straßenmeisterei Matrei in Osttirol betreut.

## Geschichte

### Entstehung der Defereggentalstraße
Bereits in der Frühen Neuzeit bestand für den Transport der geschürften Erze ein Fahrweg von Sankt Jakob nach Unterpeischlach. Der steile und kurvige Weg wurde erst im 20. Jahrhundert zu einer gut befahrbaren Straße ausgebaut, wobei die Errichtung vor dem Ersten Weltkrieg vollendet werden konnte. 1910 zahlte die österreichische Staatskasse 6.000 Kronen für den Bau der Strecke zwischen Sankt Jakob und Erlsbach.

### Die Defereggentalstraße im 21. Jahrhundert
Im Bereich Kilometer 4,1 bis 5,2 wurde zwischen Sommer 2004 und November 2006 eine 1,1 Kilometer lange Lawinengalerie, die sogenannte Erlachgalerie, errichtet. Der Bau war notwendig geworden, nachdem die Defereggentalstraße in diesem Bereich durch drei Lawinenstriche und eine große Steinschlaggefahr gefährdet war. Die Errichtung erfolgte in offener Bauweise, wobei die einzelnen Abschnitte der Galerie aus 12 m langen Blöcken mit je drei Säulen errichtet wurden. Die Kosten von rund 8 Millionen Euro wurden von den Gemeinden des Defereggentales, dem Bundesministerium für Land- und Forstwirtschaft, der Umwelt- und Wasserwirtschaft sowie dem Land Tirol getragen.
In einem weiteren Bauschritt erfolgte im Bereich der Ortschaft Plon der Gemeinde Hopfgarten (Kilometer 6,4 bis 7,4) eine Anhebung der Trasse, da diese im Bereich von Plon über weite Strecken unterhalb der Hochwasserabflusslinie (HQ 100) der Schwarzach verlief. Die Bauarbeiten wurde zwischen dem Frühjahr 2008 und dem Sommer 2008 durchgeführt, wobei die Kosten von rund 850.000 Euro vom Land Tirol getragen wurden.
Nach einem massiven Felssturz am 18. Juli 2009 im Bereich „Dure“ musste die Defereggentalstraße gesperrt werden, wobei die Arbeiten zur Sicherung der betroffenen Felsrinne bis Ende November dauerten. Auf Grund der Sperre der Straße in diesem Bereich konnte Sankt Jakob bis zur Aufhebung der Sperre nur über eine Umfahrung durch die Ortschaften Bruggen und Feistritz erreicht werden. Die Aufhebung der Sperre erfolgte kurz vor Beginn der Wintersaison 2009/10, die Erneuerung der Landesstraße im Frühjahr 2010.

## Verlauf
Die Defereggentalstraße steigt von Huben zunächst steil an und überwindet im Norden der Schwarzach eine tiefe Schlucht. In der Folge erreicht die Straße die Gemeinde Hopfgarten in Defereggen und durchläuft entlang der Schwarzach nach Westen die Ortsteile Dölach, Hopfgarten und Plon. Danach verläuft die Straße auf dem Gemeindegebiet von St. Veit in Defereggen, wobei sie kurzzeitig an das Südufer der Schwarzach wechselt und danach am nördlichen Ufer durch die Ortsteile Görtschach sowie die Weiler Zotten (Ortsteil Görtschach bzw. Gritzen), Osing (Gritzen), Mentlerboden (Bruggen) und Feld (Bruggen) führt. Danach erreicht die Defereggentalstraße das Gemeindegebiet von St. Jakob in Defereggen und durchquert Teile der Außerrotte und Innerrotte. Die Straße führt in der Folge weiter durch den Hauptort der Gemeinde (Unterrotte) und folgt den nördlichen Ufer der Schwarzach zu den Weilern Mariahilf, Ladstatt und Erlsbach der Oberrotte. Während bei Erlsbach eine Mautstraße weiter in das Schwarzachtal führt, überquert die Defereggentalstraße bei Erlsbach die Schwarzach nach Süden und steigt zum Obersee und den Staller Sattel an. Die Passstraße ist jedoch nur zwischen Mitte Mai und Ende Oktober geöffnet, wobei auf der anschließenden italienischen Seite eine Einbahnregelung besteht.

## Verkehr
Die Defereggentalstraße dient der Erschließung der Orte im Defereggental, die Auffahrt zum Staller Sattel hat rein touristische Bedeutung. Im Jahr 2018 wurden in Hopfgarten im Schnitt 2041 Kraftfahrzeuge pro Tag gezählt.